# 28 de abril
El 28 de abril es el 118.º (centésimo decimoctavo) día del año en el calendario gregoriano y el 119.º en los años bisiestos. Quedan 247 días para finalizar el año.

## Acontecimientos
- 224: Se produce la batalla de Hormizdagán, Ardashir I derrota y mata a Artabano IV, poniendo fin al Imperio parto .
- 796: en Córdoba (España), tras la muerte de Hisham I, su hijo Al-Hakam I es proclamado emir.
- 1192: Asesinato del recién coronado rey de Jerusalén, Conrado de Montferrato, el asesinato es perpetrado por los Hashshashin .
- 1294: Temür , nieto de Kublai , es elegido sexto khagan del Imperio Mongol.
- 1503: en la Batalla de Ceriñola, las tropas españolas al mando del Gran Capitán derrotan a las francesas al mando del duque de Nemours.
- 1522: en Madrid (España), el rey Carlos I otorga la condición de ciudad a la villa de Santiago (Cuba).
- 1611: en Manila (Filipinas) se funda la Universidad de Santo Tomás.
- 1688: en Lisboa (Portugal), el rey Pedro II el Pacífico emite una «carta regia» que restablece la esclavitud y la «guerra justa contra el indio».
- 1789: en París tienen lugar unos disturbios en la fábrica de papeles pintados de Jean-Baptiste Réveillon, preludio de la Revolución francesa.
- 1832: en España se sustituye la horca por el garrote vil como instrumento de ejecuciones.
- 1854: nace la ingeniera, matemática, física e inventora británica Hertha Marks Ayrton.
- 1862: en México se libra la batalla de Las Cumbres.
- 1873: en Perú se instaura el nuevo departamento de Apurimac que comprende las provincias de Abancay, Andahuaylas, Aymaraes, Chincheros, Antabamba, Cotabambas y Grau.
- 1876: Última ejecución en Brasil.
- 1877: en Londres se inaugura el estadio Stamford Bridge.
- 1887: en Francia se realiza la primera carrera de automóviles de la historia.
- 1893: en Nicaragua se inicia un levantamiento militar en Granada de los generales Eduardo Montiel, Joaquín Zavala y Agustín Avilés contra el gobierno de Roberto Sacasa, quien se había reelegido contra la voluntad de los partidos políticos, se le unen los liberales de José Santos Zelaya apoyado por Anastasio Ortiz quien era el comandante de armas en León.[1]
- 1902: en Mánchester (Imperio británico) se funda el Manchester United FC.
- 1906: en Milán se inaugura la Exposición Internacional.
- 1908: se crea la Asociación Universal de Esperanto (UEA, por sus siglas en esperanto).
- 1912: Italia ocupa la isla de Rodas.
- 1917: se estrena la película The Trail of Hate, dirigida por Jack Ford o por Francis Ford según las fuentes que se consulten.
- 1921: en La Habana, el ajedrecista cubano José Raúl Capablanca se proclama campeón mundial de ajedrez al vencer al alemán Emanuel Lasker.
- 1929: en Ecuador se funda el Club Sport Emelec.
- 1929: en Argentina se inaugura el Estadio 15 de Abril, del Club Atlético Union de Santa Fe, en el acontecimiento, Unión de Santa Fe venció 3 a 1 a un combinado de la Asociación Argentina Amateur.
- 1934: en España, Ricardo Samper es elegido presidente de gobierno de la Segunda República española.
- 1935: en Moscú se inaugura el metro, con un recorrido de 82 kilómetros.
- 1945: en Dongo (localidad del norte de Italia) son ejecutados Benito Mussolini y Clara Petacci.
- 1947: del puerto del Callao (Perú) parte una expedición de seis hombres en la balsa Kon Tiki con destino a la Polinesia. Recorrerán los casi 7000 kilómetros en 101 días de travesía.
- 1958: 157 km al noreste del atolón Eniwetak (islas Marshall, en medio del océano Pacífico), en un globo aerostático a 26,2 km de altitud, Estados Unidos detona su bomba atómica Yucca, de 18 kt. Es la bomba n.º 122 de las 1132 que Estados Unidos detonó entre 1945 y 1992.
- 1959: en La Habana se funda la institución cultural Casa de las Américas.
- 1965: en la República Dominicana comienza la invasión estadounidense.
- 1967: en Montreal se inaugura la Exposición universal.
- 1967: en los Estados Unidos Cassius Clay (convertido al islamismo) se niega a ser reclutado para la guerra del Vietnam. Por ello le retirarán su título mundial de boxeo.
- 1967: Bolivia y Estados Unidos firman un memorándum de entendimiento para ejecutar operaciones de contrainsurgencia para combatir la Guerrilla de Ñancahuazú encabezada por Ernesto Che Guevara.
- 1969: en Francia, Charles De Gaulle dimite como presidente.
- 1977: en España son legalizados los sindicatos de UGT, USO y CC.OO.
- 1981: en Galicia se aprueba y promulga el Estatuto de Autonomía.
- 1988: El Vuelo 243 De Aloha Airlines aterriza de emergencia en el aeropuerto de Maui
- 1989: en la localidad peruana de Molinos (Junín), el ejército logra una decisiva victoria contra el movimiento terrorista MRTA.
- 1992: en Afganistán termina la guerra civil, con la entrega de poderes del Gobierno comunista a Sibgatulah Muyadedi.
- 1993: en Libreville el avión que transportaba a la selección zambiana de fútbol sufre un accidente después de despegar del aeropuerto y cae al mar frente a las costas de Gabón. No hay supervivientes.
- 1994: en España, el poeta Carlos Bousoño es galardonado con el Premio Príncipe de Asturias de las Letras.
- 1996: el arquitecto español Rafael Moneo es galardonado con el Premio Pritzker de arquitectura. Es el primer español que recibe este galardón.
- 1999: la ONU declara el Día Mundial de la Seguridad y Salud en el Trabajo.
- 2003: en los Estados Unidos, la empresa Apple abre la tienda de música iTunes Store. En su primera semana venderá 1 millón de canciones.
- 2003: La banda musical La Oreja de Van Gogh saca al mercado su tercer álbum titulado "Lo que te conté mientras te hacías las dormida".
- 2003: Estados Unidos lanza el observatorio espacial Galaxy Evolution Explorer.
- 2004: se retira el futbolista italiano Roberto Baggio.
- 2004: en Bogotá (Colombia), una recicladora de asfalto cae sobre un bus escolar: mueren 21 niños y 2 adultos.
- 2004: en Serravalle (San Marino), la selección de fútbol de San Marino gana su primer partido (amistoso) por 1 a 0 contra Liechtenstein.
- 2006: Estados Unidos lanza el satélite de observación terrestre CloudSat.
- 2008: Madonna lanza su undécimo álbum de estudio Hard Candy.
- 2011: la poetisa cubana Fina García Marruz es galardonada con el Premio Reina Sofía de Poesía Iberoamericana.
- 2017: en Valparaíso (Chile) sucede un sismo de magnitud 6,0 en la escala sismológica de Richter.
- 2019: en España, se celebran elecciones generales anticipadas tras no aprobarse los Presupuestos Generales del Estado.
- 2021: en Colombia se da inicio al paro nacional del 2021 en contra del gobierno de Iván Duque y su reforma tributaria.
- 2025: En España, Portugal y sur de Francia se produce un apagón general durante más de 10 horas causando impacto a todos los servicios e infraestructuras críticas y hogares desconociendo causas o autores.

## Nacimientos
- 32: Otón, emperador romano (f. 69).
- 1402: Nezahualcóyotl, rey texcocano entre 1431 y 1472 (f. 1472).
- 1442: Eduardo IV, rey inglés (f. 1483).
- 1545: Yi Sun Sin, almirante y general coreano (f. 1598).
- 1555: Girolamo Bellarmato, arquitecto, ingeniero y cartógrafo italiano (n. 1493).
- 1589: Margarita de Saboya, aristócrata española (f. 1655).
- 1612: Odoardo I Farnesio, duque de Parma, político italiano (f. 1646).
- 1673: Claude Gillot, pintor francés (f. 1722).
- 1758: James Monroe, político estadounidense y 5.º presidente desde 1817 hasta 1825 (f. 1831).
- 1765: Sylvestre François Lacroix, matemático francés (f. 1843).
- 1770: Rita Luna, actriz española (f. 1832).
- 1774: Francis Baily, astrónomo británico (f. 1844).
- 1774: Manuel Piar, militar venezolano (f. 1817).
- 1777: José Primo de Rivera y Ortiz de Pinedo, militar español (f. 1853).
- 1818: José María Montoto López-Vigil, escritor y jurista español (f. 1886).
- 1821: Melchor García Sampedro, obispo español (f. 1858).
- 1838: Tobias Michael Carel Asser, jurisconsulto neerlandés, premio Nobel de la Paz en 1911 (f. 1913).
- 1842: Gastón de Orleans, político francés (f. 1922).
- 1851: Vital Aza, dramaturgo cómico español (f. 1912).
- 1854: Hertha Ayrton, ingeniera, matemática, física e inventora británica (f. 1923).
- 1868: Georgy Voronoi, matemático ruso (f. 1908).
- 1868: Émile Bernard, pintor francés (f. 1941).
- 1869: Frances Mary Hodgkins, pintora neozelandesa (f. 1947).
- 1878: Lionel Barrymore, actor estadounidense (f. 1954).
- 1883: Etta Federn, escritora anarcosindicalista austriaca (f. 1951).
- 1885: Jesús Romero Flores, político mexicano (f. 1987).
- 1889:
  - António de Oliveira Salazar, dictador portugués (f. 1970).
  - Takeo Kurita, militar japonés (f. 1977).
- 1895: Ottone Rosai, pintor italiano (f. 1957).
- 1898: August Hirt, médico alemán (f. 1945).
- 1900:
  - Jan Hendrik Oort, astrónomo neerlandés (f. 1992).
  - Antonieta Rivas Mercado, actriz mexicana (f. 1931).
- 1901: Daniel Fernández Crespo, político uruguayo (f. 1964).
- 1906: Kurt Gödel, matemático y filósofo austriaco (f. 1978).

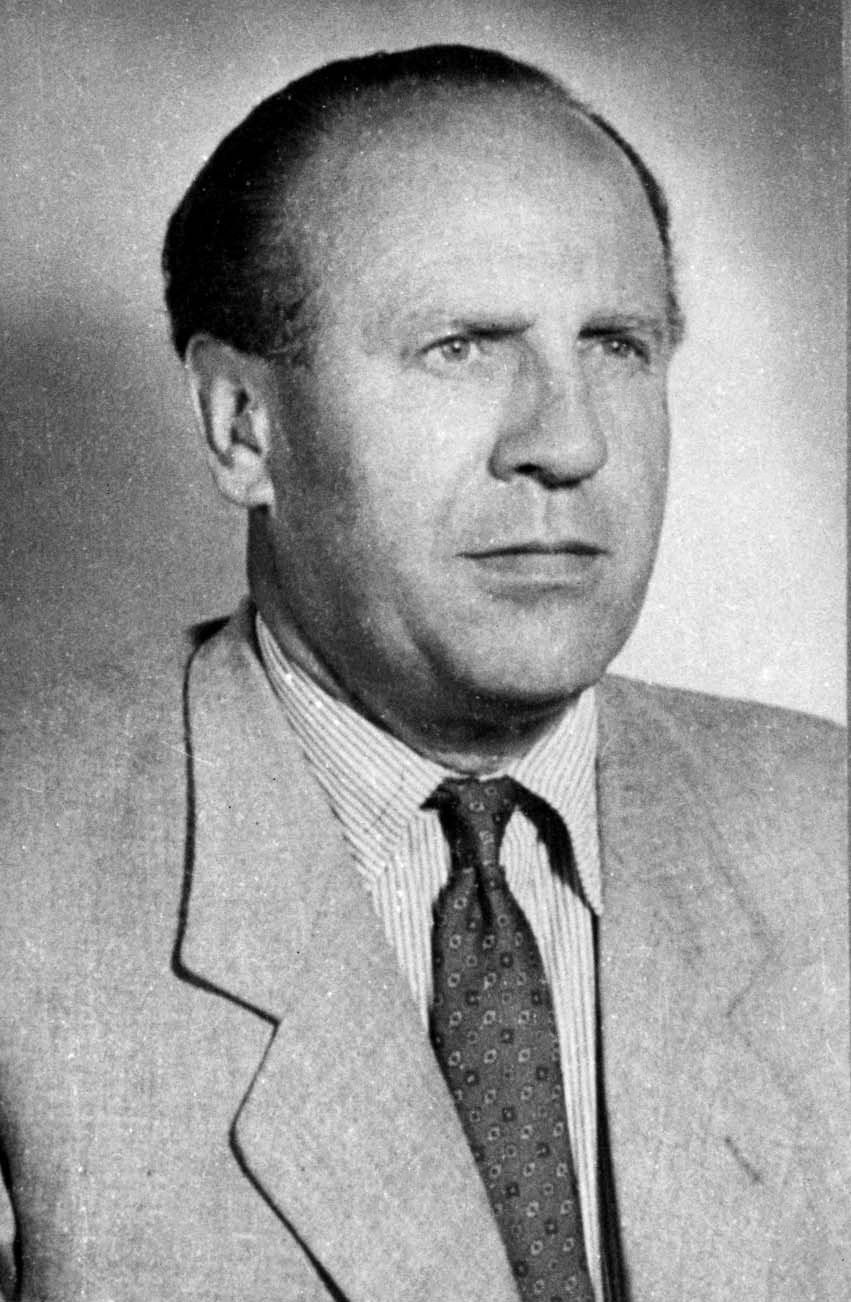
Oskar Schindler.

- 1908: Oskar Schindler, empresario alemán (f. 1974).
- 1911: Mario Bauzá, músico y compositor cubano (f. 1993).
- 1911: Lee Falk, escritor y caricaturista estadounidense (f. 1999).
- 1915: Juan García Damas, escritor español (f. 2011).
- 1916: Ferruccio Lamborghini, empresario italiano (f. 1993).
- 1917: Valentín García Yebra, escritor, catedrático y académico español (f. 2010).
- 1921: Julio Catania, especialista en oratorios (f. 2002).
- 1923: Fina García Marruz, poetisa e investigadora literaria cubana (f. 2022).
- 1924:
  - Kenneth Kaunda, político zambiano, presidente de Zambia entre 1964 y 1991 (f. 2021).
  - Blossom Dearie, cantante de jazz y pianista estadounidense (f. 2009).
- 1925:
  - Bülent Ecevit, político y primer ministro turco (f. 2006).
  - Vicente López Rosat, médico y político español (f. 2003).
- 1926: Harper Lee, escritora estadounidense (f. 2016).
- 1928: Yves Klein, artista francés (f. 1962).
- 1929: Evangelina Elizondo, actriz mexicana (f. 2017).
- 1929: Rogelio Salmona, arquitecto colombo-francés. (f. 2007).
- 1930:
  - James Baker, político y secretario de Estado estadounidense.
  - Carolyn Jones, actriz estadounidense (f. 1983).
- 1932: Stênio Garcia, actor de cine, teatro y televisión brasileño.
- 1932: Ramiro Valdés, militar y político cubano.
- 1934: Javier Pradera, escritor y analista político español (f. 2011).
- 1937: Sadam Huseín, dictador iraquí (f. 2006).
- 1938: Jorge D'Elía, actor argentino.
- 1940: Raúl Parentella, pianista, violinista, arreglador y compositor argentino (f. 2021).
- 1941:
  - Ann-Margret, actriz estadounidense de origen sueco.
  - Lucien Aimar, ciclista francés.
  - Ivà, dibujante español (f. 1993).
  - Karl Barry Sharpless, químico estadounidense, Premio Nobel de Química en 2001 y 2022.
- 1942: Francisco Rico, filólogo español.
- 1943: Jacques Dutronc, cantante y actor francés.
- 1943: Jeffrey Tate, director de orquesta británico (f. 2017)
- 1947: Noemí Rial, abogada y política argentina (f. 2019).
- 1948: Terry Pratchett, escritor británico (f. 2015).
- 1949: Paul Guilfoyle, actor estadounidense.
- 1950: Willie Colón, cantautor y trombonista estadounidense.
- 1950: Jay Leno, presentador de televisión estadounidense.
- 1951: Silvi Vrait, cantante y actriz estoniana (f. 2013).
- 1952: Mary McDonnell, actriz estadounidense.
- 1952: Magdalena Thora Stern guitarrista, cantante y actriz alemana.
- 1953: Roberto Bolaño, escritor y poeta chileno (f. 2003).
- 1953: Kim Gordon, cantante estadounidense, de la banda Sonic Youth.
- 1955: William Kentridge, artista sudafricano.
- 1956: Alejandro Fabbri, periodista deportivo argentino.
- 1957:
  - Poli Rincón, futbolista español.
  - Christopher Young, compositor estadounidense.
- 1960:
  - Ian Rankin, escritor escocés.
  - Jón Páll Sigmarsson, halterófilo islandés (f. 1993).
  - Walter Zenga, futbolista italiano.
- 1961: Maye Brandt, modelo venezolana y ex Miss Venezuela (f. 1982).
- 1963: Enrique Ibáñez, actor venezolano.
- 1964: Barry Larkin, beisbolista estadounidense.
- 1966:
  - Too $hort, rapero estadounidense.
  - Jackson Galaxy, adiestrador de gatos, presentador de televisión y músico estadounidense.
- 1969: Emily Dirksen, remera estadounidense.
- 1970:
  - Leonardo Lomelí Vanegas, economista, historiador y académico mexicano, rector de la UNAM desde 2023.
  - Diego Simeone, futbolista argentino.
- 1971: Bridget Moynahan, actriz estadounidense.
- 1972:
  - Vladimir Kozlov, luchador profesional ruso.
  - Sergio Massa, político argentino.
  - André Marín, periodista deportivo mexicano (f. 2024).
  - Sonia Almarcha, actriz española.
- 1973:
  - Jorge García, actor estadounidense.
  - Francisco Palencia, futbolista y entrenador mexicano.
  - Alejandro Ibarra, actor y cantante mexicano.
  - Pauleta, futbolista portugués.
  - Big Gipp, rapero estadounidense, de la banda Goodie Mob.
  - Serge Zwikker, baloncestista neerlandés.
  - Marc Schneider, remero estadounidense.
  - Dariusz Jabłoński, luchador polaco.
- 1974:
  - Penélope Cruz, actriz española.
  - Margo Dydek, baloncestista de la WNBA (f. 2011).
- 1975:
  - José Luis Martí, futbolista español.
  - Clesly Evandro Guimarães, futbolista brasileño.
  - Massimo De Bertolis, ciclista italiano.
- 1976: Promoe (Nils Mårten Edh), rapero sueco.
- 1977:
  - El Chojin, rapero español.
  - Thorstein Helstad, futbolista noruego.
- 1978: Dave Power, actor estadounidense.
- 1980:
  - Josh Howard, baloncestista estadounidense.
  - Facundo Espinosa, actor argentino.
  - Bradley Wiggins, ciclista británico.
  - Karolina Gočeva, cantante macedonia.
  - Sachi Tamashiro, actriz mexicana.
  - Nina Elle, actriz pornográfica alemana.

- 1981:

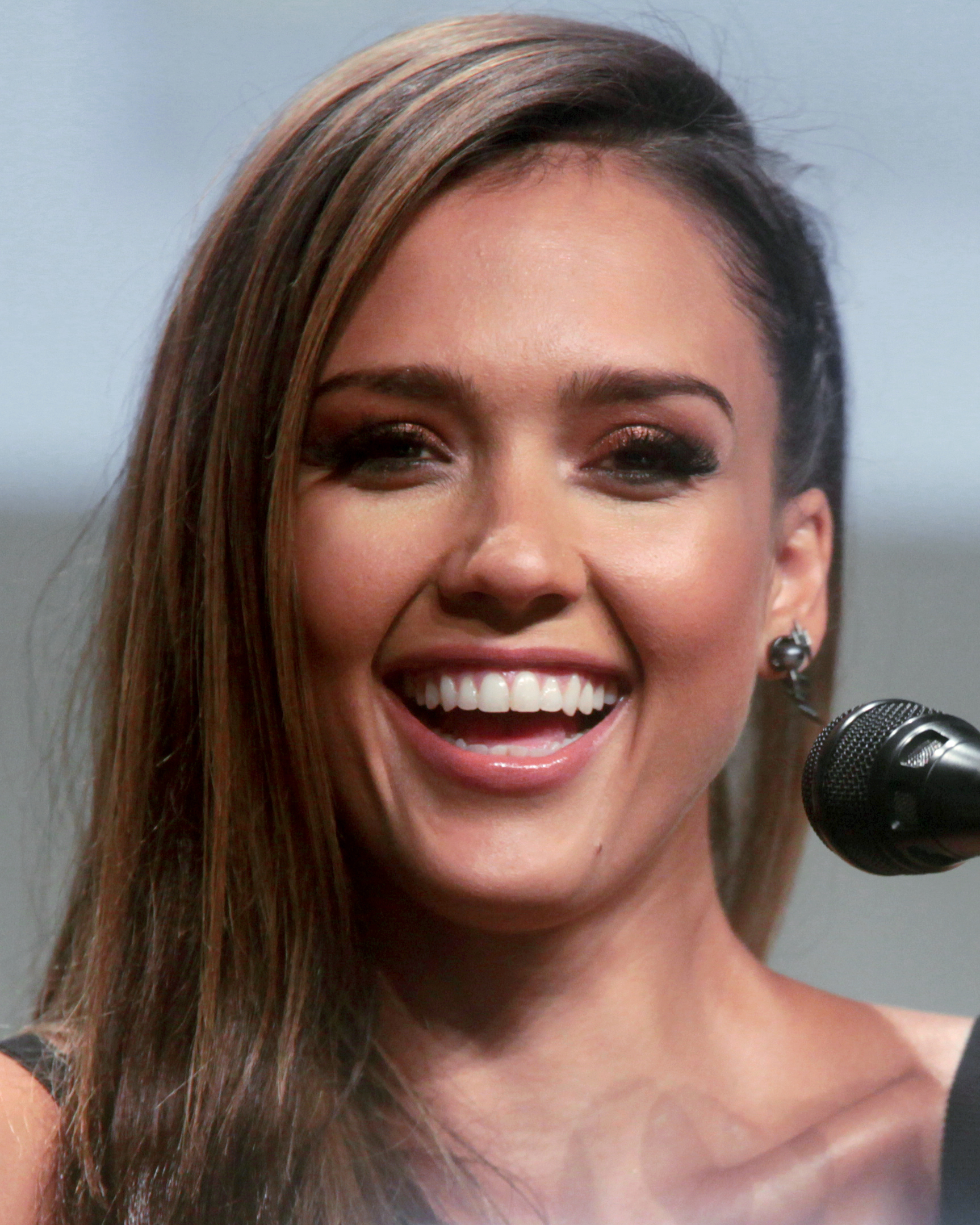
Jessica Alba

  - Jessica Alba, actriz y modelo estadounidense.
  - Alex Riley, luchador estadounidense.
  - Ilary Blasi, modelo italiana.
- 1982:
  - Wendel Geraldo Maurício da Silva, futbolista brasileño.
  - Chris Kaman, baloncestista germano-estadounidense.
  - Harry Shum, Jr., bailarín y actor costarricense.
- 1983:
  - David Freese, beisbolista estadounidense.
  - Pappachen Pradeep, futbolista indio.
  - Karen Junqueira, actriz brasileña.
- 1984:
  - Dmitri Torbinski, futbolista ruso.
  - Dion van Schie, remero neerlandés.
- 1985:
  - Nausicaa Bonnín, actriz española.
  - Estrella Martín, actriz española.
  - Sebastián Rusculleda, futbolista argentino.
  - Damien Spagnolo, ciclista francés.

- 1986:

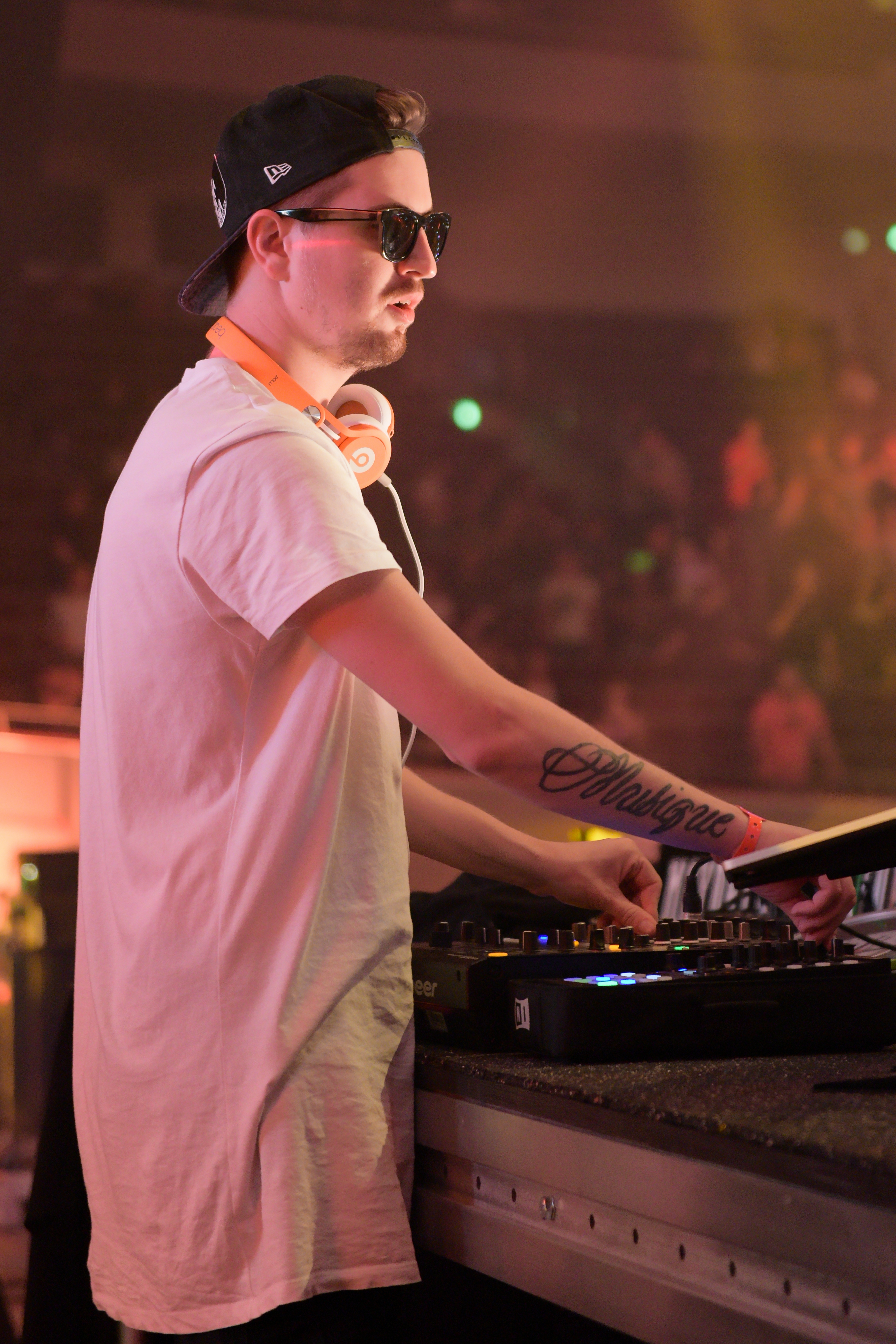
Robin Schulz

  - Jenna Ushkowitz, actriz y cantante estadounidense.
  - Keri Sable, actriz porno estadounidense.
  - Jennifer Palm Lundberg, modelo sueca.
  - Takashi Fujii, futbolista japonés.
  - Hirotsugu Nakabayashi, futbolista japonés.
- 1987:
  - Robin Schulz, DJ y productor alemán de música electrónica.
  - Daequan Cook, baloncestista estadounidense.
  - Bradley Johnson, futbolista inglés.
  - Stephanie Corneliussen, actriz y modelo danesa.

- 1988:

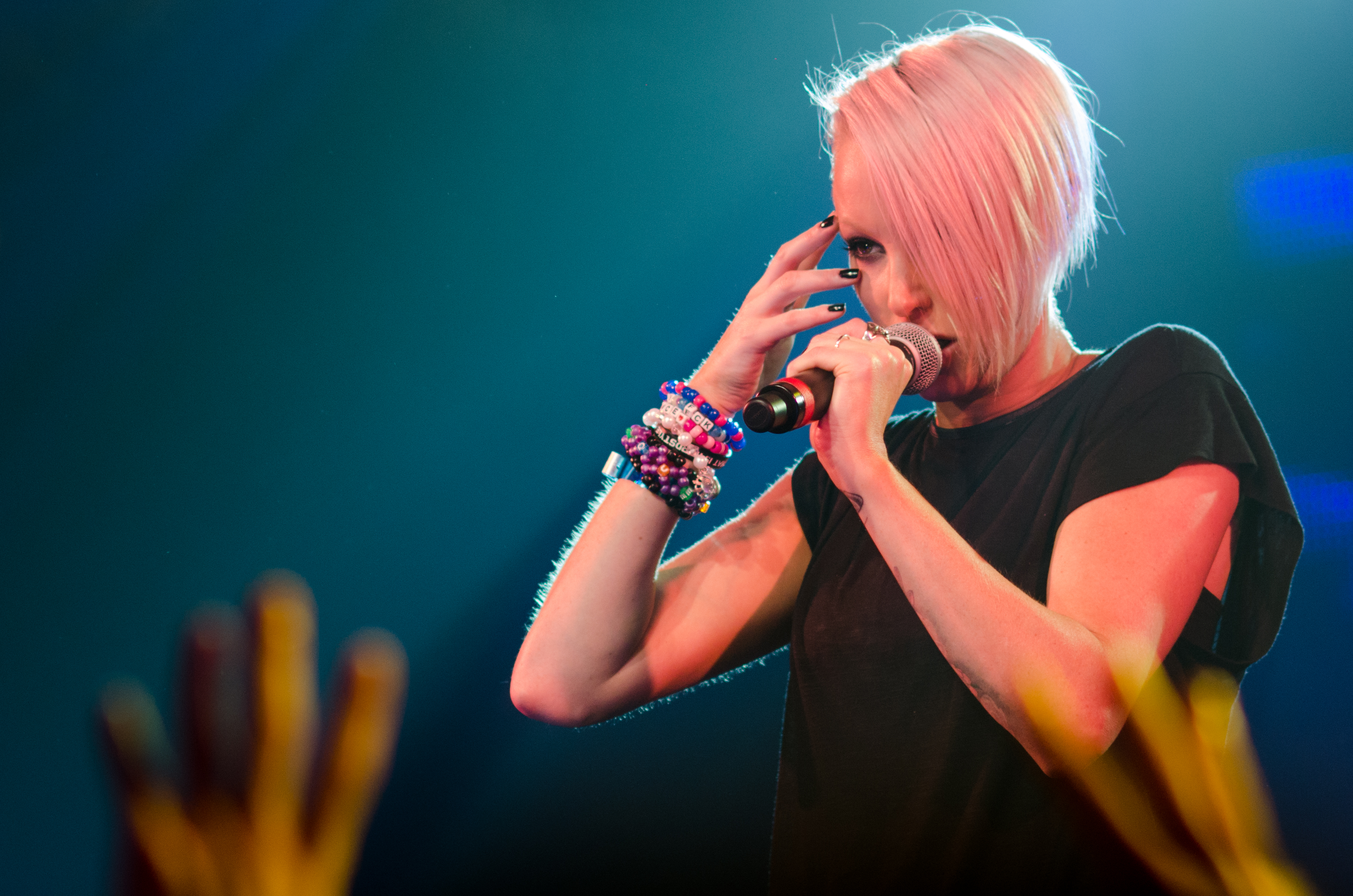
Emma Hewitt.

  - Spencer Hawes, baloncestista estadounidense.
  - Juan Mata, futbolista español.
  - Camila Vallejo, geógrafa y política chilena. Ministra Secretaria General de Gobierno desde 2022.
  - Jonathan Biabiany, futbolista francés.
  - Emma Hewitt, cantante y compositora australiana de música Trance.
  - Francisco Manuel Durán Vázquez, futbolista español.
- 1989:
  - Sungkyu, cantante, MC, actor de doblaje, modelo y actor surcoreano.
  - Gabriele Angella, futbolista italiano.
  - Makoto Oda, futbolista japonés.
  - Miriam Giovanelli, actriz italiana.
  - Ruud Boymans, futbolista neerlandés.
  - Erik Dahlin, futbolista sueco.
  - Mathilde Andraud, atleta francesa.
- 1990:
  - Riccardo Gagliolo, futbolista italiano.
  - Nontas Papantoniou, baloncestista griego.
- 1991:
  - Katja Schroffenegger, futbolista italiana.
  - Mohamed Ali Moncer, futbolista tunecino.
  - Viacheslav Krasílnikov, voleibolista ruso.
  - Nanami Hidaka, actriz japonesa.
- 1992:
  - Christabelle Borg, cantante maltesa.
  - Masanobu Komaki, futbolista japonés.
  - Kōtarō Ōmori, futbolista japonés.
  - Ivo Santos, balonmanista caboverdiano.
- 1993:
  - Jorge Ortí, futbolista español.
  - Mattia Sprocati, futbolista italiano.
  - Riyadh Sharahili, futbolista saudí.
  - Rui Silva, balonmanista portugués.
- 1994:
  - Yago Moreira Silva, futbolista brasileño.
  - Mina Tanaka, futbolista japonesa.
  - Fredrik Ludvigsson, ciclista sueco.
  - Earvin Morris, baloncestista estadounidense.
  - Joonas Korpisalo, jugador de hockey sobre hielo finlandés.
  - Eloi Costa, actor español.

- 1995:

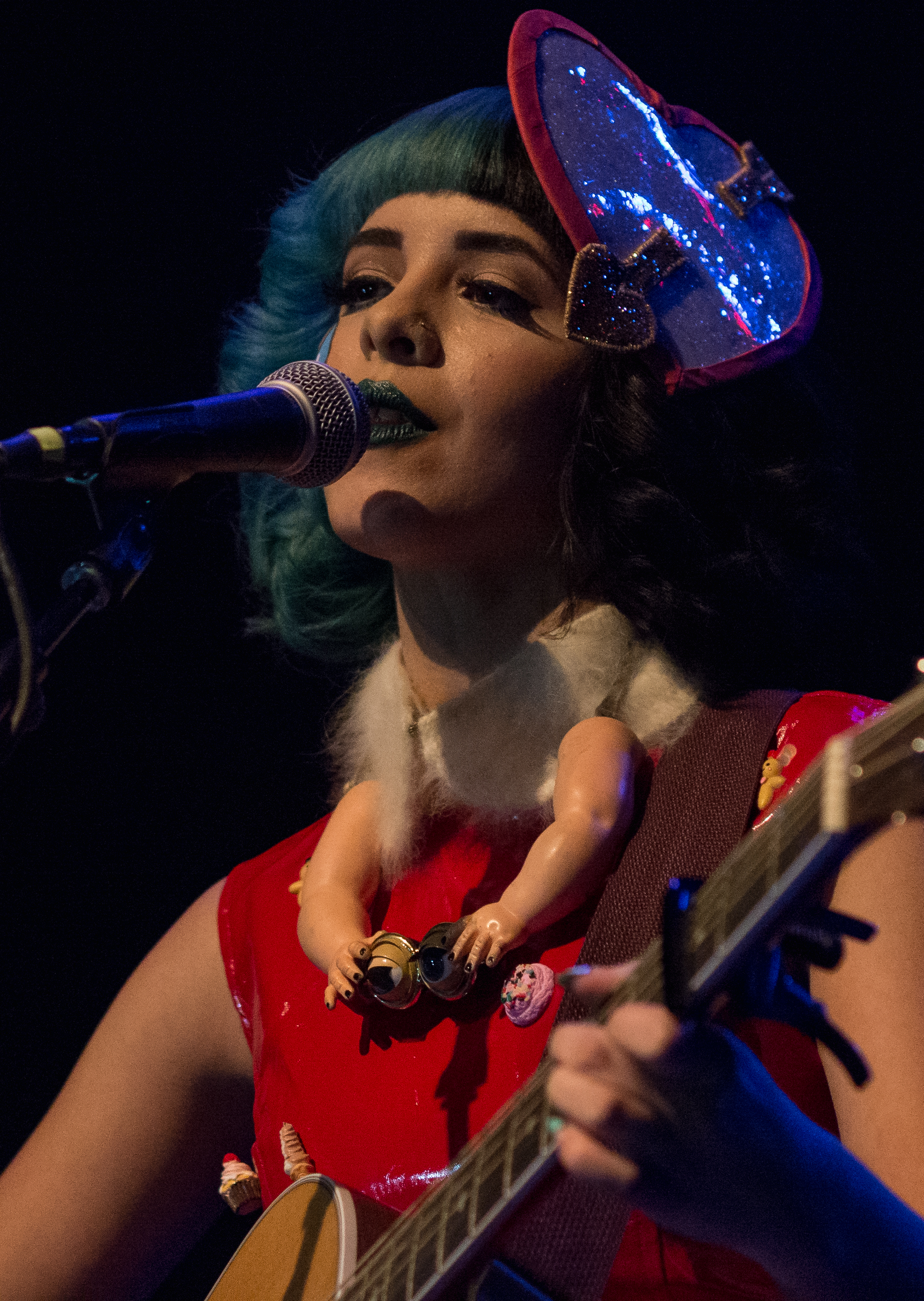
Melanie Martinez

  - Melanie Martinez, cantante y compositora estadounidense.
  - Connor Clifton, jugador de hockey sobre hielo estadounidense.
  - Lương Xuân Trường, futbolista vietnamita.
- 1996: 
  - Fabricio Bustos, futbolista argentino.
  - Aldair Cantillo, futbolista colombiano.
  - Luana Bühler, futbolista suiza.
  - Almamy Touré, futbolista maliense.
  - Sean Murphy, remero australiano.
  - Tony Revolori, actor estadounidense.
  - Katherine Langford, actriz australiana.
- 1997:
  - Amaia Aberasturi, actriz española.
  - Santiago Yusta, baloncestista español.
  - Olivia Nova, actriz pornográfica estadounidense (f. 2018).
  - Kevin Balanta, futbolista colombiano.
  - Solomon Sakala, futbolista zambiano.
  - Keven Schlotterbeck, futbolista alemán.
  - Denzel Ward, jugador de fútbol americano estadounidense.
  - Tommy Novak, jugador de hockey sobre hielo estadounidense.
  - Chang Hao, nadadora china.
- 1998:
  - Ayumu Matsumoto, futbolista japonés.
  - Kazuto Nishida, futbolista japonés.
  - Brian Nievas, futbolista argentino.
  - Javion Hamlet, baloncestista estadounidense.
  - Song Yuvin, cantante y actor surcoreano.
  - Bram Schwarz, remero neerlandés.
  - Azor Matusiwa, futbolista neerlandés.
  - Lucas López, futbolista argentino.
- 1999:
  - Antonio Puppio, ciclista italiano.
  - Valdimar Þór Ingimundarson, futbolista islandés.
  - Alex Vigo, futbolista argentino.
  - Joy Beune, patinadora neerlandesa.
  - István Váncza, luchador húngaro.
  - Silje Opseth, saltadora noruega.
  - KZ Okpala, baloncestista estadounidense.
  - Dzhafar Kostoev, yudoca emiratí.
  - Tomás Ezequiel Reyes, futbolista argentino.
- 2000:
  - Victoria De Angelis, bajista de Måneskin.
  - Ellie Carpenter, futbolista australiana.
  - Ousseni Bouda, futbolista burkinés.
  - Marta Murru, nadadora italiana.
  - Alek Thomas, beisbolista estadounidense.
  - Ahmad Al-Awawdeh, futbolista jordano.
  - André Silva, futbolista portugués (f. 2025).
- 2001:
  - Laura Rogora, escaladora italiana.
  - Izumi Miyata, futbolista japonés.
  - María Parrado, cantante española.
  - Anthony Volpe, beisbolista estadounidense.
- 2002: Michele Besaggio, futbolista italiano.
- 2003: Daniel Edelman, futbolista estadounidense.
- 2005: Rodrigo Ribeiro, futbolista portugués.

## Fallecimientos
- 948: Hu Jinsi, general y prefecto chino (n. ¿?).
- 1400: Baldus de Ubaldis, jurista italiano (n. 1327).
- 1710: Thomas Betterton, actor británico (n. 1635).
- 1716: Luis María Grignion de Montfort, sacerdote francés (n. 1673).
- 1740: Bajirao I, general indio (n. 1700).
- 1805: Jean-Baptiste-Gaspard d'Ansse de Villoison, filólogo francés (n. 1750).
- 1812: Francisco Cabarrús, financiero y político español de origen francés (n. 1752).
- 1843: Miguel Ramos Arizpe,  clérigo y político novohispano (n. 1775).
- 1853: Ludwig Tieck, escritor alemán (n. 1773).
- 1866: José María López y Rastrollo, político español (n. 1798).[2]
- 1876: Joseph-Frédéric-Benoît Charrière, constructor de instrumentos quirúrgicos suizo (n. 1803).
- 1903: Josiah Willard Gibbs, físico y matemático estadounidense (n. 1839).
- 1918: Gavrilo Princip (23), nacionalista serbio-bosnio (n. 1894), asesinó al príncipe heredero del Imperio austrohúngaro.
- 1920: Augusto Miranda y Godoy, militar y político español (n. 1855).
- 1925: Margarita Caro Tobar, fue una política colombiana. De 1888 a 1892 fue la primera dama de Colombia. (n. 1848).
- 1927: Li Dazhao, intelectual y político chino (n. 1889).
- 1936: Fuad I, rey egipcio (n. 1868).
- 1944: Charlotte Wilson, anarquista inglesa (n. 1854).
- 1945: Benito Mussolini, dictador italiano (n. 1883).
- 1945: Clara Petacci (33), ciudadana italiana (n. 1912), amante de Mussolini.
- 1946: Louis Bachelier, matemático francés (n. 1870).
- 1946: Maurice Janin, general francés (n. 1862).
- 1951: Osmar Maderna, músico, pianista, director, compositor y arreglador argentino (n. 1918).
- 1954: Léon Jouhaux, sindicalista francés, premio Nobel de la Paz en 1951 (n. 1879).
- 1957: Genaro Salinas, tenor y cantante popular mexicano (n. 1918).
- 1960: Carlos Ibáñez del Campo, presidente chileno (n. 1877).
- 1960: Anton Pannekoek, astrónomo, revolucionario y teórico comunista neerlandés (n. 1873).
- 1962: Carlos Dittborn, dirigente de fútbol chileno, uno de los organizadores de la Copa Mundial de Fútbol de 1962 (n. 1921).
- 1970: Ed Begley, actor estadounidense (n. 1901).
- 1973: Jacques Maritain, filósofo católico francés (n. 1882).
- 1973: Piero Drogo, piloto italiano de automovilismo (n. 1926).
- 1976: Jesús Pabón y Suárez de Urbina, escritor e historiador español (n. 1902).
- 1977: Ricardo Cortez actor y latin lover judío vienés de cine mudo (n. 1899).
- 1977: Sepp Herberger, entrenador de fútbol alemán (n. 1897).
- 1983: Jaime Bateman, guerrillero colombiano (n. 1940).
- 1986: Pedro Lombardía, jurista español (n. 1930).
- 1987: Benjamin Linder, ingeniero y activista estadounidense en Nicaragua (n. 1959).
- 1989: Raúl Sendic, fundador y dirigente de los tupamaros uruguayos (n. 1925).
- 1992: Francis Bacon, pintor anglo-irlandés (n. 1909).
- 1993: Jim Valvano, entrenador de baloncesto estadounidense (n. 1946).
- 1995: Santiago Lagunas, pintor y arquitecto español (n. 1912).
- 1995: Gustavo Polidor, beisbolista venezolano (n. 1961).
- 1995: Walter Devlin, baloncestista estadounidense (n. 1931).
- 1999: Osvaldo Civile, guitarrista argentino (n. 1958).
- 1999: Rory Calhoun, actor estadounidense (n. 1922).
- 1999: sir Alf Ramsey, jugador y entrenador de fútbol británico (n. 1920).
- 1999: Arthur Leonard Schawlow, físico estadounidense, premio Nobel de Física en 1981 (n. 1921).
- 2000: Teresa Pizarro de Angulo, Empresaria colombiana, reconocida por su asociación con el Concurso Nacional de Belleza (n.1913).
- 2000: Penelope Fitzgerald, escritora británica (n. 1916).
- 2001: Germán Sopeña, periodista y escritor argentino (n. 1946).
- 2002: Diosdado Simón, investigador, biólogo, botánico, arboricultor y educador ambiental español (n. 1954).
- 2005: Percy Heath, músico y contrabajista estadounidense de jazz (n. 1923).
- 2005: Raimon Galí, historiador y escritor español (n. 1917).
- 2007: Carl Friedrich von Weizsäcker, físico y filósofo alemán (n. 1912).
- 2007: Joaquín Navarro Estevan, magistrado y político español (n. 1939).
- 2009: Idea Vilariño, poetisa uruguaya (n. 1920).
- 2009: Javier Ortiz, periodista español (n. 1948).
- 2009: Miguel Covián Pérez, político, intelectual y periodista mexicano (n. 1930).
- 2011: Enrique Arancibia Clavel, asesino chileno (n. 1944), agente de la DINA.
- 2012: Matilde Camus, escritora y poeta española (n. 1919).
- 2013: Julio Ernesto Vila, periodista deportivo argentino (n. 1938).
- 2015: Jovita Díaz, cantante, letrista, compositora y actriz argentina (n. 1941).
- 2018: Alfie Evans, niño británico que padeció un trastorno neurodegenerativo no diagnosticado (n. 2016).
- 2020: Michael Robinson, exfutbolista y comentarista deportivo británico (n. 1958).
- 2021: Michael Collins, astronauta estadounidense que orbitó la Luna en el Apolo XI (n. 1931).
- 2021: El Risitas, actor y humorista español (n. 1956).
- 2022: Juan Diego,  actor español (n. 1942).

## Celebraciones

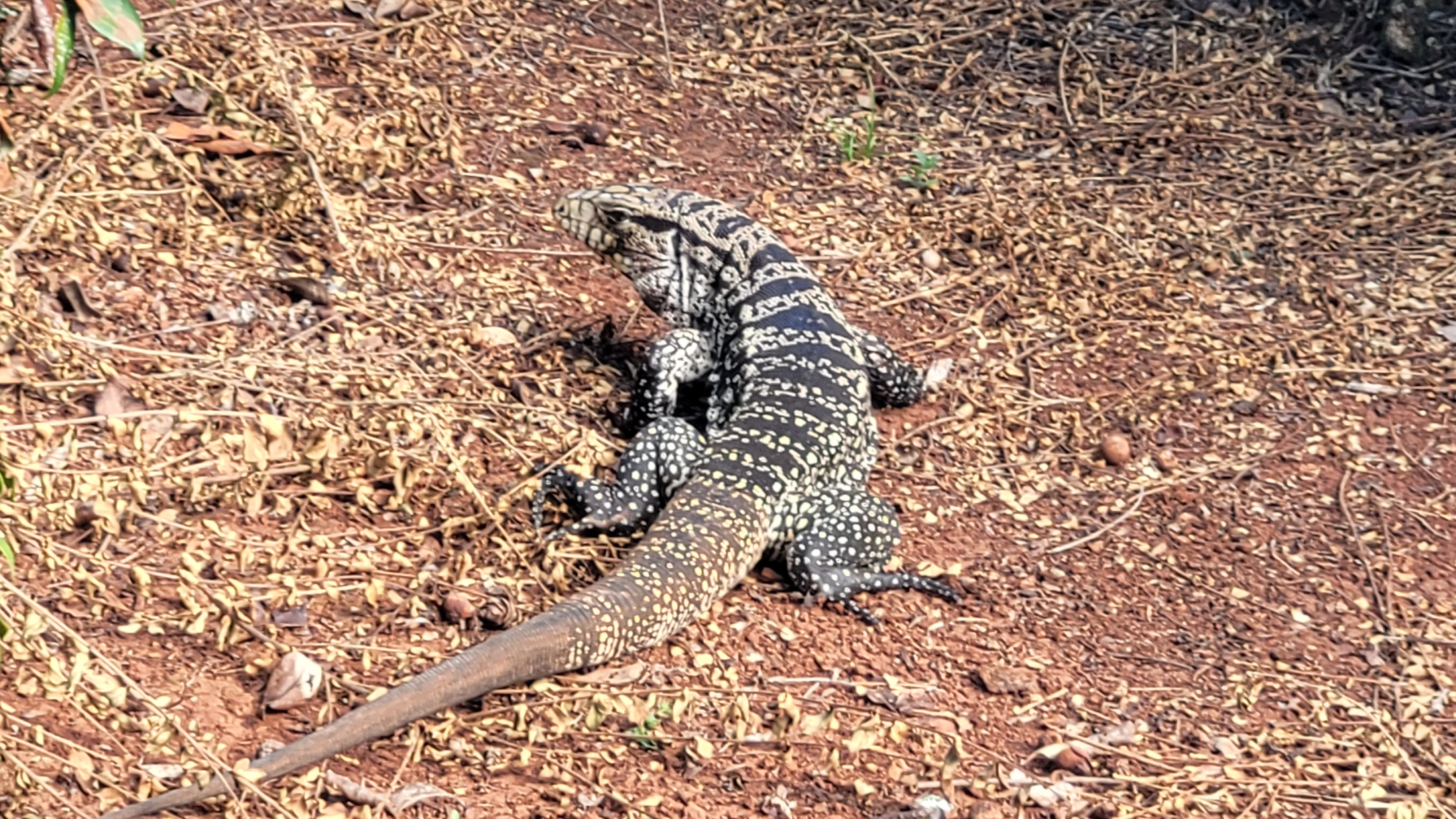
Día Internacional para la Conservación de los Anfibios.

- Día Internacional para la Conservación de los Anfibios.[3]
Ante tantas amenazas para esta fauna, la Unión Mundial para la Conservación de la Naturaleza declaró el 28 de abril como Día Mundial de los Anfibios, con el fin de que se reflexione acerca de la problemática que devasta a estos vertebrados, además de fomentar el conocimiento sobre su diversidad y así incrementar el interés del ciudadano en estos animales.

- Día Mundial de la Seguridad y Salud en el Trabajo.

- Día del Bacteriólogo y del Laboratorista Clínico.

 Por países
(Por orden alfabético)
- Afganistán
  - Día de la Victoria de los Muyahidines.[4][5]

- Argentina: 
  - Día Nacional del Repuestero Automotor.[6]

- Barbados:
  - Día de los Héroes Nacionales.[7]

### Santoral católico
- San Pedro Chanel.
- San Prudencio, patrón de la provincia de Álava.
- San Vital de Milán.
- Luis María Grignion de Montfort.
- Santa Gianna Beretta.
- Beata Itala Mela.